# Chthonius chamberlini
Espèce
Synonymes
- Neochthonius chamberlini Leclerc, 1983

Chthonius chamberlini est une espèce de pseudoscorpions de la famille des Chthoniidae.

## Distribution
Cette espèce se rencontre en France et en Algérie.

## Étymologie
Cette espèce est nommée en l'honneur de Joseph Conrad Chamberlin.

## Publication originale
- Leclerc, 1983 : Neochthonius chamberlini espèce nouvelle du sud de la France (arachnides, pseudoscorpions). Revue Arachnologique, vol. 5, no 2, p. 45-53.